# Фреске из Тире
Фреске из Тире представљају корпус фрески у Акротирију на кикладском острву Санторини које су откривене у ископавањима које је водио и надгледао грчки археолог и професор Спиридон Маринатос, у периоду од 1967—1974. године.
Умјетност на Тири није изникла ни из чега. Од свих егејских региона, регион Килкада је мјесто гдје се умјетност прво појавила. Неких хиљаду година раније него су настале фреске у Тири, кикладско друштво је произвело јединствене примјерке скулптуре, мале фигуре у мермеру, које су са својим јасним и једноставним линијама, пропорцијама угодним за око, меканим прелазима из једне равни у другу и због пластичности своје форме, проглашене „вјечито модерним“. Та јединствена умјетничка дјела су водич кроз концепте, вјеровања, идеје и когнитивни свијет старих острвљана са Киклада. Не само да се ови рибари и морепловци нису подвргли елементима и феноменима природе, него су ушли у дијалог с њима, употребљавајући их за своја интересовања. Заједничку традицију, са различитим умјетницима који су радили на различитим острвима, већ су хиљаду година раније створили кикладски вајари.
Познавање географије и астрономије, из потребе, али и као резултат морских путовања, чак и физике (аеродинамике и хидродинамике) и хемије (грнчарије и металургије), иако не емпиријског карактера, без сумње је била од помоћи у ширењу интелектуалног хоризонта острвљања који, као и природни хоризонт, односно море које их је окруживало, није имао граница. Дијалог између острвљања и природе увијек се кретао у оквирима једне референтне тачке, човјека и његових преокупација. Тако да се може рећи да је антропоцентризам, карактеристичан за егејску цивилизацију, настао на Кикладима. У архитектури, просторној организацији (насељу) и у умјетности постојало је апсолутно поштовање за људску скалу која није никада занемарена. Монументалне структуре, као што су храмови, гробнице, итд., и зооморфне представе божанстава су биле потпуно другачије од карактеристичних особина цивилизација са Истока, са својим деспотским системом владавине који је у директној супротности са карактером и менталитетом раних егејских острвљања. Рана кикладска умјетност, увијена је у неку врсту мистерије, пошто није јасно да ли је човјек постао божанство, или је бог добио људски облик.
Археолошка истраживања показују да улога Тире у развоју кикладске цивилизације ни у ком случају није била маргинална. Мале мермерне фигуре и вазе које су ту пронађене, чак иако нису локалног поријекла, говоре нам да је Тира острво које учествује у заједничком погледу на свијет кикладске цивилизације. Према томе нема ничега необичног у присуству умјетности сликарства у Акротирију. Ове фреске су служиле потребама друштва са традицијом у трговини и морепловству, друштву које је отвореног карактера са дугом историсјком умјетничком традицијом. У овом случају промијенио се само медиј изражавања и умјесто мермера кикладског вајара, умјетник сада користи боју за регистровање својих размишљања и идеја, на новом открићу у то вријеме, кречаном гипсу. Оно што се може видјети на фрескама из Акротирија је иста перцепција свијета, иста људска скала у представљеним фигурама као и у остатку представљених мотива. 

## Поријекло
Иако се фрагменти сликаног кречаног гипса могу срести у раној минојској цивилизацији на Криту, који потичу из половине трећег миленијума п. н. е., декорација и сликање зидова се сматра изумом са Истока, египатског о сиријског поријекла. Овај став је често цитиран као евиденција директних трговинских и морепловачких активности на Криту и његовим везама са источним дијелом Средоземља. Ипак, под свијетлом открића на Кикладима, нарочито на Тири, стављене су озбиљне сумње на те активности. Изоловано присуство неколико предмета, углавном грнчарије, поријеклом са Крита, није довољан доказ физичког присуства Крићана и њихових бродова у Египту, Сирији и Палестини. Супротно томе, улога Киклада у морепловству и трговини је добро позната и иде више миленија уназад. Стога је природно да су острвљањи, морепловци и трговци са Киклада са стотинама година акумулираног искуства, били први који су успоставили директан контакт са источним Средоземљем и размјењивали производе и идеје. Највејроватније није безначајно да су митска бића, као што су грифон (биће полулав-полуорао) и горгоне, која су била позната у источној умјетности, врло рано појавила и на Кикладима. Ови елементи приказани на фрескама у Актротирију, као и блиске умјетничке и друге везе између Тире и Истока, наводе на закључак да ако је фреско сликарство заиста новина која је стигла са Истока, није немогуће да је пут којим је стигло у Егеј пролазио кроз Кикладе, а можда чак и кроз саму Тиру.

## Материјали и техника
Процес сликања на зидовима у Акротирију наизглед није другачији од оног који је већ познат са Крита. Површине камених зидова прво су се прекривале слојем мјешавине блата и сламе на који је наношен слој кречаног гипса око 1,5 cm дебљине. На овај посљедњи слој је наношено неколико слојева финог гипса, не више од 0,5 cm дебљине. У неким случајевима претходни слој је урезиван, шкрабан, како би се слој који би се на њега наносио боље примио и добила компактнија површина.
Обично се тврди да су крићанске фреске рађене у техници buon fresco, (фреско сликање на влажној подлози малтера). Основне боје композиције јесу сликане на влажној површини малтера ради боље асимилације минерала употребљених пигмената, међутим боје које су коришћене за детаље су фиксиране органским фиксативом, највјероватније бјеланцетом јајета. Прихватајући да је коришћена комбинација обе технике, неки аутори стављају акценат на разноликост њихове имплементације и сматрају да је постојање финог слоја кречаног гипса доказ употребе технике buon fresco, као и да је мјешање пигмента са кречом рађено зарад боље кохезије са малтером.
Археолошки подаци као резултат ископавања у Акротирију показују да је овдје такође примјењена мијешана техника - buon fresco и fresco secco - прва у оним случајевима гдје су боје које су ушле у малтер очуване у веома добром стању, а друга гдје је видљиво да је боја формирала кору на површини малтера не продирући у њега, и према томе подложна љуштењу. Иако научне анализе пигмената и малтера у случају фрески из Тире нису још завршене, раширено је мишљење да су нијансе исте боје постизане мијешањем пигмента са водом у којој је био разуђен креч.
И у Криту и у Тири, горње и доње границе сликаних површина фрески, дефинисане су тако што се затегнута жица утискивала на свијеж малтер. Контуре и детаљи фигура су такође описане на свјежем малтеру утискивањем жице или урезивањем површине. У неким случајевима су исцртаване слабијим тоном боје. Ови почетни цртежи нису нужно тачни и служили су као груби водич, пошто их је умјетник често кориговао током процеса сликања.
Пигменти које су користили сликари из Тире као и њихове колеге са Крита, били су минералног поријекла. Осим бијеле боје кречаног гипса, црвена је добијана од земљаних минерала жељеза и хематита, а жута од окера. Црна боја је такође минералног поријекла. Иако се плава могла добити од азурита, познатог на Кикладима још од трећег миленија п. н. е., по ономе што су показале научне анализе фрески, плава боја која је у њима коришћена потиче од египатске плаве, чији је састав на бази једињења силицијума, бакарног и калцијумовог оксида и глаукофана, а у неким случајевима је примијећена и њихова мјешавина.
Умјетници из Тире су успјешно користили ову ограничену палету, дајући импресију да су на располагању имали шири опсег боја. Илиакис тврди да је то постигнуто исцртавањем црних линија око три главне боје, црвене, плаве и окера, као и постављајући их једну поред друге, али и међусобним мијешањем пигмената у неким случајевима. Тако је мало црне мијешано са плавом како би се добила сива, црна са црвеном за добијање браон боје, а бијела са црвеном за различите ружичасте тоналитете.
У фрескама на Криту и микенском археолошком налазишту у Триниту на Пелопонезу, потврђена је употреба зелене као резултат мијешања плаве и жуте. Међутим, иако су сликари из Тире користили и плаву и жуту, није примијећено њихово мијешање како би се произвела зелена боја. Понуђено је више објашњења, или разлога, за непостојање зелене боје у фрескама из Акротирија: мијешање плаве и жуте је као резултат дало зелену која је била нестабилне природе и није преживјела ток времена; употреба зелене је била иновација са Крита коју имјетници Тире нису усвојили; или, највјероватније, зелена је откривена и коришћена након периода у ком су настале фреске из Тире.
Иако у садашњем стању фреске садрже хроматску разноликост, чињеница је да је умјетницима Тире био на располагању ограничен избор боја. Из тог разлога били су приморани да успоставе одеђена правила приликом употребе истог пигмента како би као резултат добили више од једне боје. Окерову жуту су користили за приказивање одређених биљки, за лава, као и за кожу једног од нагих младића. Плава је употребљавана и за приказивање других боја, као што је тамносива, у случају приказа перја птица, крзна животиња, крљушти риба и коже делфина и косе младих фигура, или у замјену за тамнозелену одређених биљки као што су бршљан, папирус, љиљан, трска (биљка) и палме. Бијела боја малтера је употребљена за приказ блиједе коже женских, a црвена за приказ тамније коже мушких фигура.

## Простори и иконографија
Ентеријери украшени фрескама се могу класификовати у двије категорије: приватне куће и јавни објекти. У приватним кућама, које се идентификују као такве због својих релативно малих димензија, унутрашње организације и предмета који се у њима срећу, фреске се увијек налазе у собама на горњем спрату, никада у приземљу. Ово се објашњава чињеницом да су приземља коришћена за свакодневне активности и основне потребе чланова домаћинства као што је складиштење и припремање хране.
Јавни објекти се могу препознати по својој величини. Зидани су коцкастим камењем и карактерише их другачије уређење ентеријера као и одсуство предмета уобичајених у домаћинствима. Иако се и у јавним објектима фреске такође налазе на зидовима простора који се налазе на горњим спратовима, овдје их се може срести и у приземљу.
И у једној и у другој категорији наведених објеката, простори који су украшени фрескама су очигледно одабрани по критеријуму функције и значаја. Као што Морган примјећује, избор теме је морао бити релевантан за објекат којем су фреске намјењене, људима који су их наручили, као и за вријеме у ком су сликане, или у ком је требало да буду посматране. Тако су дневене собе приватних кућа које су биле предвиђене за потребе дружења и окупљане станара, или простори предвиђени за одређене ритуале у јавним објектима, тежили да буду украшени фрескама.
Умјетник је подијелио цијелу површину која ће бити сликана у три дијела: доњи дио је био резервисан за базу главне композиције, средњи за главни мотив, а горњи за декоративне мотиве, или минијатурне фризове. Дијелећи површину на тај начин, умјетник је на самом почетку успоставио организацију свеукупне композиције. Приказане фигуре нису имале функционалну везу са неутралном бијелом позадином зида на ком су сликане.